# ناحیه بلفونت، شهرستان بون، آرکانزاس
ناحیه بلفونت، شهرستان بون، آرکانزاس (به انگلیسی: Bellefonte Township) یک منطقهٔ مسکونی در ایالات متحده آمریکا است که در شهرستان بونی، آرکانزاس واقع شده‌است. ناحیه بلفونت  ۲٬۳۸۰ نفر جمعیت دارد.